# Nederlandse Bond voor Oud-Strijders
De Nederlandse Bond voor Oud-Strijders was een Nederlandse organisatie van veteranen. Na de Tweede Wereldoorlog werden er meerdere van deze bonden opgericht. 
Op 29 april 1950 fuseerde de Nederlandse Bond voor Oud-Strijders met de oudere Nederlandse Bond voor Oud-Strijders en Dragers van het Mobilisatiekruis. Voor de gemobiliseerden in de Eerste Wereldoorlog was immers een Mobilisatiekruis ingesteld.
In 1947 werd een Erekruis voor Verdienste van de Nederlandse Bond voor Oud-Strijders ingesteld. 
Deze bond fuseerde op 7 oktober 1978 op zijn beurt met het Veteranen Legioen Nederland en ging Nederlandse Bond van Oud-Strijders - Veteranen Legioen Nederland heten. Op 10 mei 1986 werd de naam opnieuw gewijzigd. De bond heet sindsdien de Bond van Wapenbroeders. Deze bond staat open voor veteranen uit alle conflicten al zijn er nu geen overlevende gemobiliseerden uit de Eerste Wereldoorlog meer in leven.